# 片岡まこ
片岡 まこ(かたおか まこ、1992年10月13日 - )は日本の女性ファッションモデル・ウォーキング講師・ヨガインストラクターである。合同会社Mako＆Co.代表　本名は片岡真子　まこちん・まこ様の愛称で呼ばれている。

## 来歴
小学生からアクターズスクールへ通い　ミュージカルや舞台に出演。2013年　文化服装学院（専門学校）卒業後ロンドンへ短期留学。学生中からファッションの勉強をしながら、モデルとして様々なファッションショーや広告モデル、雑誌に出演。〔東京コレクション・銀座ランウェイ・日本橋ランウェイ・銀座三越着物コレクション/雑誌25ans・ELLE　LIPS等〕
プロだけではなく一般の女性・男性のためのウォーキングクラスや、東京タワー大展望台を貸し切って行う【ASAYOGA】プロデュースやカフェレストラン【タワーズダイナー】のASAYOGAスムージー・フード監修、ウオーキング講師・ヨガインストラクターとして自身のクラスを持つ。 また、ASAYOGAプロデューサーとしても様々なテレビ・雑誌・新聞に出演。
2014年ミスアースジャパンファイナリスト　一般投票ランキング1位/2015年ミスインターナショナルジャパンファイナリスト/
ビューティーイベント【世界に通用する美BODYの創り方】統括プロデュースを手掛ると共に様々な著名ゲストを迎え、総合MCを行う。
世界3大コンテスト　ミスワールドの男性版　ミスター・ワールドジャパンの実行委員としても活動。